# Corazones
 (septembre 2017).
Si vous disposez d'ouvrages ou d'articles de référence ou si vous connaissez des sites web de qualité traitant du thème abordé ici, merci de compléter l'article en donnant les références utiles à sa vérifiabilité et en les liant à la section « Notes et références ».
Albums de Los Prisioneros
La cultura de la basura
(1987) Los Prisioneros
(2003)
Singles
1. Tren al sur
Sortie : 17 mai 1990
2. Estrechez de corazón
Sortie : 22 septembre 1990
3. Corazones rojos
Sortie : 7 octobre 1990

Corazones (en français : Cœurs) est le quatrième album du groupe pop rock et new wave chilien Los Prisioneros, sorti en 1990, que certains fans considèrent comme étant le premier disque solo de Jorge González, le chanteur du groupe[réf. nécessaire].

## Production
Avec cet album, le groupe amorce une nouvelle étape beaucoup plus romantique et orientée vers la musique électronique et la pop, avec l'appui de Cecilia Aguayo aux claviers et de Robert Rodriguez aux guitares. Par ailleurs, les paroles ne sont pas liées à la critique sociale habituelle du groupe. Corazones est, aussi, le premier opus publié sans le guitariste Claudio Narea. Après avoir terminé la tournée de promotion — comprenant deux spectacles au Festival international de la chanson de Viña del Mar (Chili, 1991) — les membres du groupe se séparent pour des projets en solo. Ils se réunissent, cependant, pour une brève période en 2001.
L'album est produit par Gustavo Santaolalla, en collaboration avec Anibal Kerpel, pour EMI Odeón Chilena. L'enregistrement, le mixage et la materisation s'effectuent à Los Angeles, en Californie. En dehors du pays, la distribution de Corazones est dévolue à Capitol Records. En 2011, l'album est remasterisé et édité dans une édition spéciale en coffret digipack, célébrant le 25e anniversaire du groupe, avec les albums La cultura de la basura, La voz de los '80 et Pateando piedras.

## Classements
En avril 2008, Corazones se classe neuvième dans la liste Los 50 mejores discos chilenos (es) (en français : les 50 meilleurs albums chiliens), selon l'édition chilienne du magazine Rolling Stone.
Ainsi, le groupe partage une place de choix dans l'histoire musicale du Chili avec deux autres disques classés dans cette même liste. En effet, La voz de los '80 (1984) atteint la 3e place et Pateando piedras (1986) la 15e. Corazones est certifié triple disque de platine au Chili (pour des ventes de plus de 180 000 exemplaires)[réf. nécessaire].

## Single
Tren al sur, premier single de la formation pour cet album, est considéré comme un des titres les plus célèbres et emblématiques du groupe et comme une des chansons les plus importantes du rock latino des années 1990[réf. nécessaire].

## Liste des titres
Toutes les chansons sont écrites et composées par Jorge Gonzáles.
| 1.    | Tren al sur                    | 5:37 |
| 2.    | Amiga mía                      | 4:03 |
| 3.    | Con suavidad                   | 5:05 |
| 4.    | Corazones rojos                | 3:32 |
| 5.    | Cuéntame una historia original | 3:49 |
| 6.    | Estrechez de corazón           | 6:24 |
| 7.    | Por amarte                     | 6:03 |
| 8.    | Noche en la ciudad (Fiesta!)   | 6:11 |
| 9.    | Es demasiado triste            | 4:51 |
| 45:34 |                                |      |